# Michel Blavet
Michel Blavet (Besançon, 13 maart 1700 - Parijs, 28 oktober 1768) was een Frans fluitist en componist.

## Leven
Blavet was autodidact en leerde zichzelf een groot aantal instrumenten te spelen, maar hij specialiseerde zich op de fluit (die hij naar links speelde, in tegenstelling tot wat gebruikelijk is) en fagot. Al in zijn jonge jaren stond Blavet bekend als de "beste Franse fluitist". Blavet was beroemd om zijn vlekkeloze intonatie, ook in moeilijke toonsoorten, en vanwege de schoonheid van zijn toon.
Toen hij 23 was kreeg hij een betrekking bij de graaf van Lévis in Parijs. In 1726 kwam hij in dienst bij de graaf van Carignan voor wie hij zijn eerste compositie schreef. Hetzelfde jaar raakte hij bevriend met de beroemde fluitist Johann Joachim Quantz, leerling van Pierre-Gabriel Buffardin. Met zijn eerste soloconcerten en sonates oogstte hij veel succes op het Concert Spirituel.
Tegen 1732 kwam hij in dienst bij de graaf van Clermont, grootmeester van de orde van de Francs-Maçons, waar hij tot zijn dood in 1768 zou blijven. In 1738 werd hij ook lid van de koninklijke kapel van Lodewijk XV in Versailles (Musique du Roi), en in 1740 werd hij lid van het orkest van de Parijse Opera. Nadat hij Georg Philipp Telemann in 1746 ontmoette in Parijs, schreef hij zijn kwartetten voor de bezetting die hij had bedacht: een kwartet met fluit, viool, viola da gamba en basso continuo.
Vanaf 1752 schreef hij enige kleine opera's voor de graaf van Clermont en was met de opera Le jaloux corrigé de eerste componist die een Franse komische opera schreef. Hij was ook een van de eerste Franse componisten die een soloconcert schreef, waarvan alleen het fluitconcert in a klein bewaard is gebleven. De fluitsonates behoren tot het standaardrepertoire voor fluit.
Blavet werd geprezen door beroemde componisten als de fluitist Johann Joachim Quantz en Georg Philipp Telemann. Frederik de Grote, zelf ook fluitist, bood hem een betrekking aan, die Blavet echter afsloeg (Quantz zou deze post wel accepteren, nadat het loon beduidend omhoog was gegaan).

## Composities
Blavets eigen instrument, de fluit staat in zijn composities centraal. Overgeleverd zijn de volgende werken:
- 6 sonates voor twee fluiten zonder bas, op. 1 (1728);
- 6 sonates voor fluit en basso continuo (sonates mêlées de pièces pour la flûte traversière avec la basse), op. 2 (1731), die alle een naam hebben:
  - Nr. 1 in G grote terts L'Henriette
  - Nr. 2 in d kleine terts La Vibray
  - Nr. 3 in e kleine terts La Dhérouville
  - Nr. 4 in g kleine terts La Lumagne
  - Nr. 5 in D grote terts La Chauvet
  - Nr. 6 in a kleine terts Le Bouget
- Derde sonateboek: Sonates pour la flûte traversière avec basse (1740);
- concert a kleine terts voor fluit en strijkers (zonder altviool) (1745, in 1954 herontdekt). Er zijn ook een aantal door Blavet uitgwerkte cadensen.
- zonder datum: Verzameling losses stukken voor fluit of viool (Recueil de pièces, petits airs, brunettes, menuets [...] avec des doubles et des variations accommodés pour les flûtes traversières, violons etc. (3 delen)
- 4 opera's:
  - Le jaloux corrigé (1752), de enige die bewaard is gebleven,
  - Floriane ou la grotte des Spectacles (1752)
  - Les Jeux olympiques (1753)
  - La Fête de Cythère (1753)

- Niet bewaard gebleven is het in Blavets tijd beroemde kwartet voor fluit, viool, viola da gamba en basso continuo.

Een aantal van Blavets sonates werd al in 1908 in Engeland opnieuw uitgegeven. Een aantal van de composities van Blavet zijn ook verschenen in een bewerking voor blokfluit (sopraan of alt).